# توهم‌زا

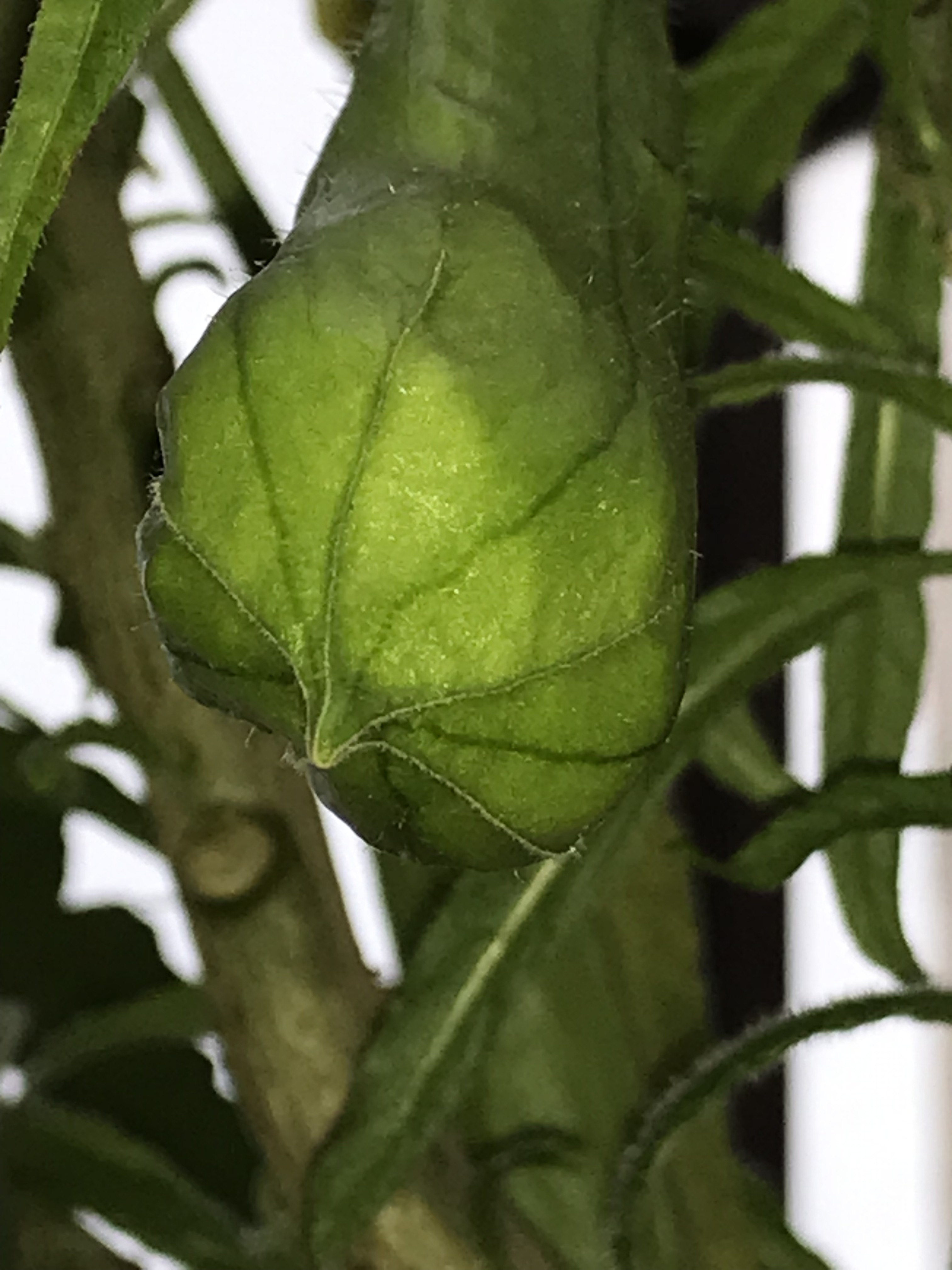
گیاهی گیج کننده

توهم‌زا (به انگلیسی: Hallucinogen) به دسته بزرگی از سایکواکتیو‌های طبیعی و آزمایشگاهی گفته می‌شود که بیشتر باعت توهم، هذیان، دگرگونی در ادراک و احساسات می‌شوند.
سه دسته بزرگ توهم‌زاها، روان‌گردان‌ها و منفک کننده‌ها و هذیان‌آورها هستند.

## معرفی
برای شناخت مواد توهم‌زا معیار هایی توسط استاد بازنشسته پزشکی، روانپزشکی و داروشناسی آمریکایی، لئو ای. هالیستر (Leo E. Hollister) ایجاد شده است که به شرح زیر است:
- نسبت به دیگر اثرات دارو، تفاوت در نوع بینش و فکر باید آشکار و غالب باشد.
- از لحاظ فکری و حافظه اثر حداقلی داشته باشد.
- بی‌حسی، گیجی، بی‌حالی، یا انگیزش بیش از حد نباید اثر اصلی باشد.
- اثرات جانبی خود به خود روی سیستم اعصاب باید حداقلی باشد.
- هیچ‌گونه وابستگی ایجاد نکند.

بر حسب شرایط البته تمام مواد از این شرایط پیروی نمی‌کنند و حتی ممکن است یک دارو اثرات متفاوتی روی یک فرد ثابت داشته باشد.